# Бесконечный Кризис
«Бесконечный Кризис» (англ. Infinite Crisis) — ограниченная серия комиксов из семи выпусков, выпущенная издательством DC Comics в 2005—2006 годах. Серия написана писателем Джеффом Джонсом и иллюстрирована командой художников — Филом Хименесом, Джерри Одвеем, Джорджем Пересом и Айваном Рейесом. Каждый номер был выпущен с двумя вариантами обложки — первый вариант подготовлен Джорджем Пересом, а второй — Джимом Ли и Сандрой Хоуп.
Сюжет серии стал продолжением «Кризиса на Бесконечных Землях», который был выпущен в 1985—1986 годах, использовались те же персонажи и понятия, что и ранее, в том числе Мультивселенная. Некоторые персонажи были альтернативными версиями, например альтернативный Супермен Кал-Л с Земли-2, который является одной из версий основного Супермена Кал-Эла с Земли-0.
Первый выпуск серии, Infinite Crisis #1, занял первое место в списке «Триста лучших комиксов» за октябрь 2005 года; было продано 249 265 копий вместе с предварительными заказами, что почти в два раза превысило продажи House of M #7, который вышел в том же месяце. Выпуск Infinite Crisis #2 также лидировал в списке «Триста лучших комиксов» за ноябрь того же года с числом продаж 207 564.

## История публикаций
О намерении создания серии DC объявили в 2005 году. Редактор DC Comics Дэн ДиДио заявил, что ссылки на Бесконечный Кризис были ещё за два года до официального выхода серии, начиная с событий «смерти» Донны Трой. Позже, количество намёков на предстоящие события уменьшилось вплоть до ограниченной серии Adam Strange в 2004 году, после которого появились сообщения о том, что DC готовит что-то масштабное. Ссылки встречались в таких сериях как Teen Titans, The Flash и JSA, которые были написаны Джеффом Джонсом.
Подводящей к ней стала серия Countdown to Infinite Crisis, после которого последовали ещё четыре ограниченных серии из шести выпусков каждая: The OMAC Project, Rann-Thanagar War, Day of Vengeance и Villains United, а также ограниченная мини-серия из четырёх выпусков DC Special: The Return of Donna Troy. Первые четыре серии вышли с месячным интервалом во время выхода основной серии Infinite Crisis в качестве дополнительных вставок в сюжет, которые присутствовали в Бесконечном Кризисе как и во всех крупномасштабных кроссоверах. Перед выходом основной серии было объявлено, что такие издания как Adam Strange и Identity Crisis планируется связать с сюжетом Бесконечного Кризиса. С учётом всех выпусков, основная серия состоит из семи частей, в то время как дополнительные выпусков было издано десятков. Некоторые из них имели большое значение для развития сюжета, такие как JLA «Crisis of Conscience», в которой разрушилась Сторожевая Башня Лиги Справедливости, что прямиком ведет к Infinite Crisis #1.
Начало событий лежит ещё в концовке Кризиса на Бесконечных Землях, когда Кал-Л, Супермен докризисной Земли-2, Супербой с Земли-Прайм, Александр Лютор-младший с Земли-3 и Лоис Лейн-Кент с докризисной Земли-2 добровольно поглощают себя в «рай». После выпуска уан-шота Countdown to Infinite Crisis, последовало шесть выпусков серии, которая завершилась самим Бесконечным Кризисом. После завершения кризиса, DC использовали серию Год спустя (англ. One Year Later), для того, чтобы переместить описываемые события на один год вперёд. Еженедельная серия 52 стартовала в мае 2006 года, и описывает некоторые события, которые произошли между Бесконечным Кризисом и серией Год спустя. Бесконечный Кризис получил название «средний Кризис» и стал вторым по счёту. Третий кризис — Финальный Кризис — стартовал в 2008 году, сразу после 51 выпуска Countdown to Final Crisis.

## Сюжет
Сюжет начинается с разрастающегося конфликта между Суперменом, Бэтменом и Чудо-женщиной, который приводит к разрушению Сторожевой Башни Лиги Справедливости на обратной стороне Луны. В то же время, Кал-Л, Супермен Земли-2, Александр Лютор-младший с Земли-3, Супербой-прайм и Лоис Лейн-Кент с Земли-3 вырываются из Кармана Вселенной («рай»), куда они были отправлены после Кризиса на Бесконечных Землях. Кал-Л ищет свою кузину, Пауэр Гёрл, которая выжила и осталась на Земле-2. Он намерен заменить текущую вселенную, Новую Землю, другой — Землей-2, которую он считает идеальной.
Кал-Л пытается заручиться поддержкой Бэтмена, и обратить его внимание на недостатки образовавшейся посткризисной Новой Земли. Бэтмен отказывается, после чего узнаёт, что Сторожевая Башня была уничтожена Супербой-праймом. Александр Лютор рассказывает Пауэр Гёрл, что за время своего пребывания в «раю», они неоднократно его покидали и манипулировали происходившими событиями, чтобы создать межпространственную сингулярность. Использовав прежнего Анти-монитора, а также захватив всех героев и злодеев из бывших вселенных (в том числе Пауэр Гёрл), Александр Лютор восстанавливает Землю-2 и возвращает туда тех, кто прибыл с докризисной Земли-2 во время Кризиса на Бесконечных Землях.

## Итоги

### Последующие события
- 52: еженедельная серия, описывающая события, которые происходят в период между Бесконечным Кризисом и серией Год спустя.
- Crisis Aftermath: The Battle For Blüdhaven.
- Crisis Aftermath: The Spectre.
- Crisis Aftermath: In the wake of Infinite Crisis: Brave New World.
- One Year Later: После публикации Infinite Crisis #5, большинство серий, издаваемых DC «прыгнули» на один год, который позже описывается в серии 52.
- Countdown to Final Crisis еженедельная серия, которая служит подводящей к следующему кризису, Финальному Кризису. Согласно хронологии сюжета, он начался после событий Года спустя, но был издан только после серии 52.

### Отменённые серии
События некоторых серий «перескочили» на год вперёд согласно серии Год спустя, некоторые серии были просто отменены, такие как Batgirl, Gotham Central, и Batman: Gotham Knights, а некоторые были приостановлены, а позже перезапущены, такие как  JLA, JSA, Flash, и Wonder Woman. Кроме того, серия Adventures of Superman поменяла своё название на оригинальное Superman, в то время как издания, которые раньше выходили под названием Superman были отменены, в результате чего приключения Супермена остались только в сериях Superman и Action Comics, а Бэтмена — Batman и Detective Comics. Полный список перезапущенных, отменённых или переименованных серий:
- Superman (1987) закончился после #226 (апрель 2006).
- Adventures of Superman вернула своё оригинальное название Superman (1939) после выпуска #650 (май 2006).
- Wonder Woman (1987) закончилась выпуском #226 (апрель 2006), и была перезапущена с выпуском Wonder Woman #1 (август 2006).
- Hawkman (2002) изменила название на Hawkgirl (май 2006), после выпуска #50 с сохранением последующей нумерации.
- Aquaman (2003) изменила название на Aquaman: Sword of Atlantis после #40 (May 2006), с сохранением нумерации.
- JLA (1997) закончилась выпуском #125 (апрель 2006) и сменила название на Justice League of America, стартовав выпуском #1 в сентябре 2006.
- JSA (1999) выпустила ещё 5 выпусков после Бесконечного Кризиса, и была закончена после #87 (сентябрь 2006), и перезапущена как Justice Society с первым выпуском в феврале 2007.
- Legion of Super-Heroes (2005) сменила название на Supergirl and the Legion of Super-Heroes после выпуска #16 (май 2006), но после #21 вернулась к своему оригинальному названию.

### Новые серии
Серии, которые закончились задолго до Бесконечного Кризиса, но после него были восстановлены:
- Blue Beetle (2006) стартовала с Джейми Рейесом в качестве главного персонажа после смерти Теда Корта в Countdown to Infinite Crisis.
- Shadowpact стартовал с #1 (июль 2006).
- Checkmate (2006) описывает команду после того, как её лидеры были убиты во время Бесконечного Кризиса.